# Samantha Mewis
Samantha "Sam" Mewis (Weymouth, Massachusetts, Estados Unidos; 9 de octubre de 1992) es una ex-futbolista estadounidense. Jugó como centrocampista para numerosos equipos de la National Women's Soccer League de Estados Unidos principalmente y para la Selección de Estados Unidos. Es hermana menor de la también futbolista Kristie Mewis.

## Biografía
Meiws nació en Weymouth, Massachusetts de Robert y Melissa Mewis. Creció en Hanson, Massachusetts, donde asistió a la escuela secundaria Whitman-Hanson y jugó en su equipo de fútbol, sumando 77 goles y 34 asistencias. Creció con su hermana mayor Kristie jugando fútbol para varios equipos juveniles y posteriormente para las selecciones de Estados Unidos sub-17 y sub-20. Mewis ganó el Parade All-American dos veces durante sus años de escuela secundaria y fue nombrada jugadora nacional del año de la Asociación Nacional de Entrenadores de Fútbol de América en 2010. En 2011, fue nombrada Jugadora de Fútbol Femenino del Año por segunda vez luego de recibir el galardón en 2009-10. El mismo año, fue nombrada ESPN RISE All-American tras anotar 30 goles y servir 8 asistencias durante su último año.

### UCLA Bruins
En su primer año con el UCLA Bruins, Mewis fue la segunda jugadora con más anotaciones (6 goles y 7 asistencias), solo superada por Sydney Leroux,  y fue nombrada para el equipo Pac-12 All-Freshman. Debido a sus compromisos con la selección, Sam se perdió los primeros seis partidos de su segunda temporada, pero terminó el año con 3 goles y 3 asistencias en 16 partidos.  En su tercer año, Mewis llevó al UCLA a ganar el campeonato Pac-12 en su intento de obtener el primer Campeonato de la NCAA. En diciembre de 2014, ganó el premio Honda 2015.

## Clubes
| Club                    | País           | Año         |
| ----------------------- | -------------- | ----------- |
| Pali Blues              | Estados Unidos | 2013        |
| Boston Breakers Academy | Estados Unidos | 2014        |
| Western New York Flash  | Estados Unidos | 2015 - 2016 |
| North Carolina Courage  | Estados Unidos | 2017 - 2020 |
| Manchester City         | Inglaterra     | 2020 - 2021 |
| North Carolina Courage  | Estados Unidos | 2021        |
| Kansas City Current     | Estados Unidos | 2021 - 2023 |

## Palmarés

### Títulos nacionales
| Título                         | Club                   | País           | Año     |
| ------------------------------ | ---------------------- | -------------- | ------- |
| National Women's Soccer League | Western New York Flash | Estados Unidos | 2016    |
| National Women's Soccer League | North Carolina Courage | Estados Unidos | 2018    |
| National Women's Soccer League | North Carolina Courage | Estados Unidos | 2019    |
| Women's FA Cup                 | Manchester City        | Inglaterra     | 2019-20 |

### Títulos internacionales
| Título                                    | Equipo         | Sede           | Año  |
| ----------------------------------------- | -------------- | -------------- | ---- |
| Campeonato Femenino Sub-20 de la Concacaf | Estados Unidos | Panamá         | 2012 |
| Copa Mundial Femenina de Fútbol Sub-20    | Estados Unidos | Japón          | 2012 |
| Preolímpico femenino de Concacaf          | Estados Unidos | Estados Unidos | 2016 |
| Copa SheBelieves                          | Estados Unidos | Estados Unidos | 2016 |
| Torneo de Naciones                        | Estados Unidos | Estados Unidos | 2018 |
| Premundial Femenino Concacaf              | Estados Unidos | Estados Unidos | 2018 |
| Copa Mundial Femenina de Fútbol           | Estados Unidos | Francia        | 2019 |
| Copa SheBelieves                          | Estados Unidos | Estados Unidos | 2020 |
| Preolímpico femenino de Concacaf          | Estados Unidos | Estados Unidos | 2020 |
| Juegos Olímpicos                          | Estados Unidos | Tokio          | 2020 |

### Distinciones individuales
| Distinción                           | Evento                               | Año  |
| ------------------------------------ | ------------------------------------ | ---- |
| Mejor Once de la NWSL                | National Women's Soccer League       | 2017 |
| Futbolista del Año en Estados Unidos | Futbolista del Año en Estados Unidos | 2020 |